# Elsie Moraïs
Elsie Moraïs (Antwerpen, 25 november 1986) is een Vlaamse zangeres van Kaapverdische afkomst.

## Biografie
Elsie Moraïs werd geboren in Antwerpen uit een muzikale familie. Haar vader zingt en speelt piano en een van haar broers is beatboxer. Ze leeft in Antwerpen (noord) en studeerde aan het Atheneum van Antwerpen.
Reeds als kind nam Elsie Moraïs deel aan vele zangwedstrijden, waar ze regelmatig in de prijzen viel. Ze volgt een muziekopleiding aan de Antwerpse Muziek Academie waar ze notenleer, zangles, blokfluit en piano leert. Elsie spreekt naast Nederlands ook vloeiend Engels en Portugees, en volgt een opleiding toerisme.
Elsie werd na een casting ontdekt door het Crea-team, dat onder meer verantwoordelijk is voor het succes van de M-Kids, Sodapop en de Buzz Klub. Voor het grote publiek werd ze echter pas bekend na haar deelname voor de preselecties van Eurosong in 2004, met het nummer Amoré Loco. Het nummer bestaat uit Engelstalige coupletten, maar de tekst van het refrein Amorè loco mali Luna verwijst naar een Kaapverdische uitdrukking voor een onbezonnen jeugdige verliefdheid. Nadien scoorde ze met dit nummer een heuse zomerhit in België.
Met de voorstelling van de single Isolated in 2006 gaat Elsie samen met haar broer Nelson en vriend Jonez de R&B-kant op. Ook stelt ze haar nieuwe artiestennaam voor die voortaan LC Moraïs luidt.
In 2004 kwam ze samen met Xandee in album 3 van De Geverniste Vernepelingskes voor.
In 2013 heeft ze zich weer bij het grote publiek laten horen door de soundtrack van de film Crimi Clowns in te zingen.

## Singles
- 2004: Amoré Loco
- 2004: Chocolala
- 2005: Rhythm of the Night (cover)
- 2006: Isolated
- 2006: You're Wrong